# 阿韦龙省阿让
阿韦龙省阿让（法語：Agen-d'Aveyron），或纯音译作阿让达韦龙，是法国阿韦龙省的一个市镇，位于该省中部，属于罗德兹区和孔塔勒高原县（Causse-Comtal）。该市镇2009年时的人口为1,051人。

## 人口
阿韦龙省阿让人口变化图示
| 数据来源：INSEE |